# Österköping
Österköping är en fiktiv stad, belägen någonstans i mellansverige och förekommer i flera verk av olika författare. Österköping har storleksmässigt beskrivits som en små- eller medelstor stad av flera olika författare.

## I populärkulturen
- Ungdoms tidsfördrif, Andra bandet – Bok från 1834, skriven av Fredrik Cederborgh
- Delat rum på Kammakaregatan – Novellsamling från 1933, skriven av Agnes von Krusenstjerna
- Cirkus Demonio – Bok från 1933, skriven av Sigge Stark
- Mamsell grå och andra barnberättelser – Barnbok från 1945, skriven av Ella Due
- Sextetten Karlsson – Långfilm från 1945, manus av Elof Ahrle och Rolf Botvid
- Bara en kypare – Långfilm från 1959, manus av Nils Poppe, Per Schytte och Bengt Linder
- Varför är det så ont om Q? – Barnbok från 1968, skriven av Hans Alfredson
- Den vidrige – Bok från 2002, skriven av Anastasia Wahl